# Pruitt Taylor Vince
Pruitt Taylor Vince (Baton Rouge, 5 luglio 1960) è un attore statunitense.

## Carriera
Nato a Baton Rouge, in Louisiana, Vince ha frequentato l'Università statale della Louisiana. Ha debuttato in Daunbailò, recitando in alcune scene che vennero poi eliminate prima della distribuzione della pellicola. In seguito ha partecipato a diversi film, tra i quali Mississippi Burning - Le radici dell'odio , JFK - Un caso ancora aperto e Assassini nati - Natural Born Killers, ma il suo primo vero ruolo da protagonista è in Dolly's Restaurant, in cui interpreta un cuoco che si innamora di una cameriera alle sue dipendenze (interpretata da Liv Tyler). Buona prova è pure l'interpretazione in La vita a modo mio del semplice ed affezionato Rub, collaboratore di Paul Newman per il quale lavora come carpentiere.
Uno dei suoi ruoli più famosi è quello nel film La leggenda del pianista sull'oceano di Giuseppe Tornatore, tratto dal monologo teatrale Novecento di Alessandro Baricco, in cui interpreta Max Tooney, il trombettista co-protagonista e narratore della vicenda (pur non avendo mai suonato realmente la tromba, a dispetto di quanto potrebbe sembrare: il tema eseguito dal personaggio all'inizio del film è in realtà stato suonato dal musicista Cicci Santucci). È apparso in tante serie televisive e nel 1997 ha vinto un Emmy per la sua interpretazione in Murder One. Dopo il divorzio da Anne Schneider, si è risposato nel 2003 con Julianne Mattelig. L'attore è affetto da nistagmo, un movimento oscillatorio involontario degli occhi, che in alcune interpretazioni tende a valorizzarne la recitazione.

## Filmografia

### Cinema
- Angel Heart - Ascensore per l'inferno (Angel Heart), regia di Alan Parker (1987)
- I diffidenti (Shy People), regia di Andrej Končalovskij (1987)
- Barfly - Moscone da bar (Barfly), regia di Barbet Schroeder (1987)
- Mississippi Burning - Le radici dell'odio (Mississippi Burning), regia di Alan Parker (1988)
- Danko (Red Heat), regia di Walter Hill (1988)
- Un poliziotto a 4 zampe (K-9), regia di Rod Daniel (1989)
- Cuore selvaggio (Wild at Heart), regia di David Lynch (1990)
- Paura (Fear), regia di Rockne S. O'Bannon (1990)
- Benvenuti in paradiso (Come See the Paradise), regia di Alan Parker (1990)
- Allucinazione perversa (Jacob's Ladder), regia di Adrian Lyne (1990)
- JFK - Un caso ancora aperto (JFK), regia di Oliver Stone (1991)
- China Moon - Luna di sangue (China Moon), regia di John Bailey (1994)
- Scappo dalla città 2 (City Slickers II: The Legend of Curly's Gold), regia di Paul Weiland (1994)
- Assassini nati - Natural Born Killers (Natural Born Killers), regia di Oliver Stone (1994)
- La vita a modo mio (Nobody's Fool), regia di Robert Benton (1994)
- Dolly's Restaurant (Heavy), regia di James Mangold (1995)
- Under the Hula Moon, regia di Jeff Celentano (1995)
- Beautiful Girls, regia di Ted Demme (1996)
- Crimini invisibili (The End of Violence), regia di Wim Wenders (1997)
- Il dottor Dolittle (Dr. Dolittle), regia di Betty Thomas (1998)
- La leggenda del pianista sull'oceano, regia di Giuseppe Tornatore (1998)
- Mumford, regia di Lawrence Kasdan (1999)
- Betty Love (Nurse Betty), regia di Neil LaBute (2000)
- The Cell - La cellula (The Cell), regia di Tarsem Singh (2000)
- 24 ore (Trapped), regia di Luis Mandoki (2002)
- S1m0ne, regia di Andrew Niccol (2002)
- 13 Moons, regia di Alexandre Rockwell (2002)
- Identità (Identity), regia di James Mangold (2003)
- Monster, regia di Patty Jenkins (2003)
- Constantine, regia di Francis Lawrence (2005)
- Dead Sexy - Bella da morire (Drop Dead Sexy), regia di Michael Philip (2005)
- Captivity, regia di Roland Joffé (2007)
- When a Man Falls in the Forest, regia di Ryan Eslinger (2007)
- Il profumo del successo (The Smell of Success), regia Michael Polish (2009)
- Fratelli in erba (Leaves of grass), regia di Tim Blake Nelson (2009)
- L'occhio del ciclone - In the Electric Mist (In the Electric Mist), regia di Bertrand Tavernier (2009)
- Le regole della truffa (Flypaper), regia di Rob Minkoff (2011)
- Drive Angry, regia di Patrick Lussier (2011)
- On the Inside - La prigione dei folli (On the Inside), regia di D.W. Brown (2011)
- Butter, regia di Jim Field Smith (2011)
- Beautiful Creatures - La sedicesima luna (Beautiful Creatures), regia di Richard LaGravenese (2013)
- Broken Blood, regia di Derek Wayne Johnson (2013)
- Homefront, regia di Gary Fleder (2013)
- 13 peccati (13 Sins), regia di Daniel Stamm (2014)
- The Devil's Candy, regia di Sean Byrne (2015)
- 59 Seconds, regia di Benedict Dorsey (2016)
- Gotti - Il primo padrino (Gotti), regia di Kevin Connolly (2018)
- Bird Box, regia di Susanne Bier (2018)
- Crime Story, regia di Adam Lipsius (2021)
- Superman, regia di James Gunn (2025)

### Televisione
- Miami Vice – serie TV, episodio 5x04 (1988)
- Steven, 7 anni: rapito (I Know My First Name Is Steven), regia di Larry Elikann – film TV (1989)
- L'ispettore Tibbs (In the Heat of the Night) – serie TV, episodio 4x04 (1990)
- Dolce veleno (Sweet Poison), regia di Brian Grant – film TV (1991)
- Sopra ogni sospetto (Dead in the Water), regia di Bill Condon – film TV (1991)
- In viaggio nel tempo (Quantum Leap) – serie TV, episodio 4x19 (1992)
- Sisters – serie TV, episodio 3x16 (1993)
- Chicago Hope – serie TV, episodio 1x12 (1995)
- Marshal – serie TV, episodio 2x01 (1995)
- Highlander (Highlander: The Series) – serie TV, episodio 4x03 (1995)
- X-Files (The X-Files) – serie TV, episodio 4x04 (1996)
- Murder One – serie TV, 6 episodi (1997)
- Gideon's Crossing – serie TV, episodio 1x07 (2001)
- Alias – serie TV, episodio 3x08 (2003)
- Touching Evil – serie TV, 4 episodi (2004)
- CSI - Scena del crimine (CSI: Crime Scene Investigation) – serie TV, episodio 5x05 (2004)
- Deadwood – serie TV, 10 episodi (2005-2006)
- Dr. House - Medical Division (House, M.D.) – serie TV, episodio 3x06 (2006)
- Canterbury's Law – serie TV, episodio 1x02 (2008)
- Medium – serie TV, episodio 6x01 (2009)
- Memphis Beat – serie TV, episodio 1x10 (2010)
- The Mentalist – serie TV, 13 episodi (2010-2014)
- The Cape – serie TV, episodio 1x06 (2011)
- The Walking Dead – serie TV, episodi 2x02-2x03 (2011)
- Justified – serie TV, episodio 3x03 (2012)
- Bones – serie TV, episodio 7x07 (2012)
- Hawaii Five-0 – serie TV, episodio 2x20 (2012)
- True Blood – serie TV, 5 episodi (2013)
- Those Who Kill – serie TV, episodio 1x08 (2014)
- Heroes Reborn – miniserie TV, 7 puntate (2015)
- Stranger Things – serie TV, episodi 2x05-2x07 (2017)
- Agents of S.H.I.E.L.D. – serie TV, 4 episodi (2017-2018)
- The Blacklist – serie TV, episodi 5x20-5x21 (2018)
- La donna del lago (Lady in the Lake) – serie TV, 7 episodi (2024)

## Doppiatori italiani
Nelle versioni in italiano delle opere in cui ha recitato, Pruitt Taylor Vince è stato doppiato da:
- Roberto Stocchi in Dr. House - Medical Division, Fratelli in erba, In the Electric Mist - L'occhio del ciclone, The Walking Dead, La donna del lago
- Paolo Marchese in Captivity, Memphis Beat, Justified, Heroes Reborn
- Carlo Valli in Un poliziotto a 4 zampe, La leggenda del pianista sull'oceano, Alias
- Luca Biagini ne La vita a modo mio, 24 ore, Identità
- Angelo Nicotra in Highlander, Betty Love, Gotti - Il primo padrino
- Stefano Mondini in JFK - Un caso ancora aperto, Le regole della truffa
- Massimo Corvo in Constantine, Drive Angry
- Roberto Draghetti ne Il profumo del successo, True Blood
- Bruno Alessandro in The Mentalist, Homefront
- Dario Oppido in Agents of S.H.I.E.L.D., Superman
- Massimo Lodolo in Angel Heart - Ascensore per l'inferno
- Pino Insegno in Mississippi Burning - Le radici dell'odio
- Renato Cortesi in Danko
- Natalino Libralesso in Steven, 7 anni: rapito
- Giorgio Lopez in Cuore selvaggio
- Franco Zucca in Allucinazione perversa
- Simone Mori in Scappo dalla città 2
- Luciano Turi in Assassini nati - Natural Born Killers
- Angelo Maggi in Dolly's Restaurant
- Pasquale Anselmo in X-Files
- Claudio Fattoretto in Crimini invisibili
- Enzo Avolio in Mumford
- Maurizio Reti in The Cell - La cellula
- Roberto Pedicini in Touching Evil
- Gaetano Varcasia in CSI - Scena del crimine
- Alessandro Messina in Deadwood
- Paolo Buglioni in On the Inside - La prigione dei folli
- Ambrogio Colombo in Beautiful Creatures - La sedicesima luna
- Pietro Ubaldi in The Devil's Candy
- Paolo Lombardi in Bird Box